# Kostel svaté Rodiny (České Budějovice)
Kostel svaté Rodiny je novogotický kostel vybudovaný v letech 1886–1888 v komplexu kláštera a sirotčince boromejek na rohu ulice Karla IV. V roce 2018 byl kostel prohlášen kulturní památkou ČR.

## Popis
Budova stojí v areálu bývalého klášterního komplexu Kongregace Milosrdných sester svatého Karla Boromejského, v němž stál rovněž kostel a sirotčinec. Vstup je z ulice Karla IV. Jedná se o jednolodní stavbu s jednou malou věží, sakristií a kruchtou, oltář byl umístěn v jižní části budovy. Stavba byla navržena v beuronském stylu benediktinem Gislainem Béthunem a její stěny i strop zdobí bohaté především rostlinné a geometrické motivy.
Nad vstupními dveřmi je umístěna vitráž s rukou Boží. Zádveří, kde se mimo jiné nalézá dodatečně vestavěná toaleta, je v západní části vyzdobeno malbou zobrazující Chrám v Jeruzalémě, po jejíchž stranách lze najít popisky očíslovaných míst. Východní stěna zobrazuje Getsemanskou zahradu a Olivovou horu. Dveře vedoucí do hlavního sálu jsou zdobeny barevnými kříži.
U východní zdi objektu stojí socha sv. Jana Nepomuckého, kterou zhotovil českobudějovický sochař Leopold Huber ve druhé polovině 18. století.

## Historie
Stavbu vedl stavitel Jakub Stabernak v letech 1886–1888.
Několik desetiletí nebyl kostel využíván k církevním obřadům – k odsvěcení došlo v roce 1968 a využíval se jako archivní depozitář. Na začátku druhé dekády 21. století byl vyklizen, archiválie byly přemístěny do budovy okresního archivu na Rudolfovské třídě a regály pro ně určené pak byly rozebrány a zlikvidovány.
V roce 2007 byl kostel vybaven venkovním osvětlením, jež bylo poprvé použito 28. října u příležitosti státního svátku.
Pražský architekt Josef Pleskot je spoluautorem projektu z roku 2011, jehož záměrem bylo umožnit studentům sousedního Biskupského gymnázia pořádat v kostele mše a školní akce. Se státní správou se jednalo o předání kostela a o jeho vybavení novým mobiliářem.
Kostel se od roku 2011 otevíral pro veřejnost k příležitosti Mezinárodního dne památek (kolem 18. dubna), slavnosti Noc kostelů (přelom května a června) a v době konání Dnů evropského dědictví (září). Od konce roku 2014 se po mnoha letech znovu otevřel veřejnosti ke konání bohoslužeb i pro kulturní a vzdělávací akce (popularizační přednášky Jihočeské univerzity a Akademie věd). V roce 2018 byl kostel prohlášen kulturní památkou ČR.

## Galerie

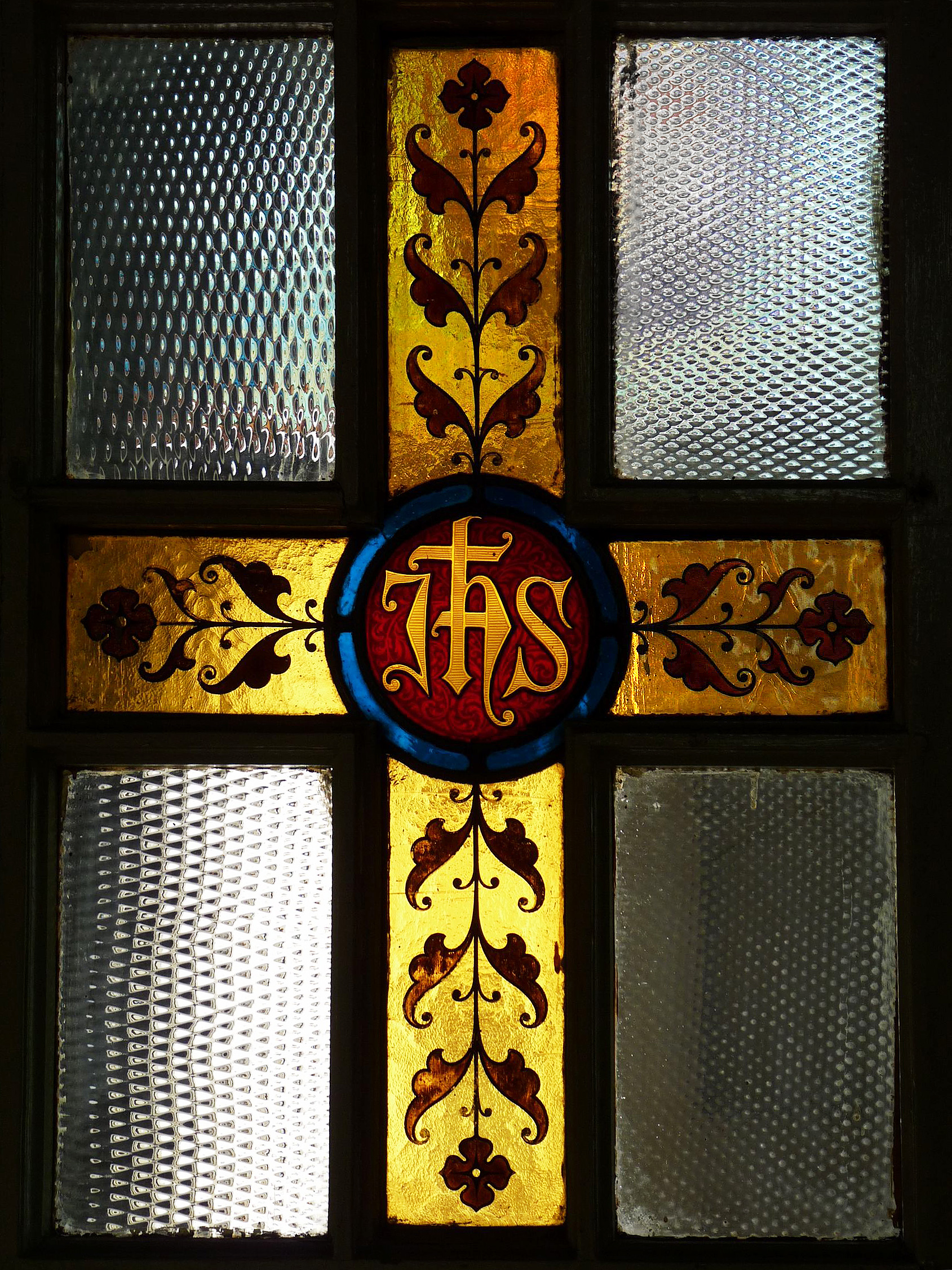
Výzdoba interiérových dveří
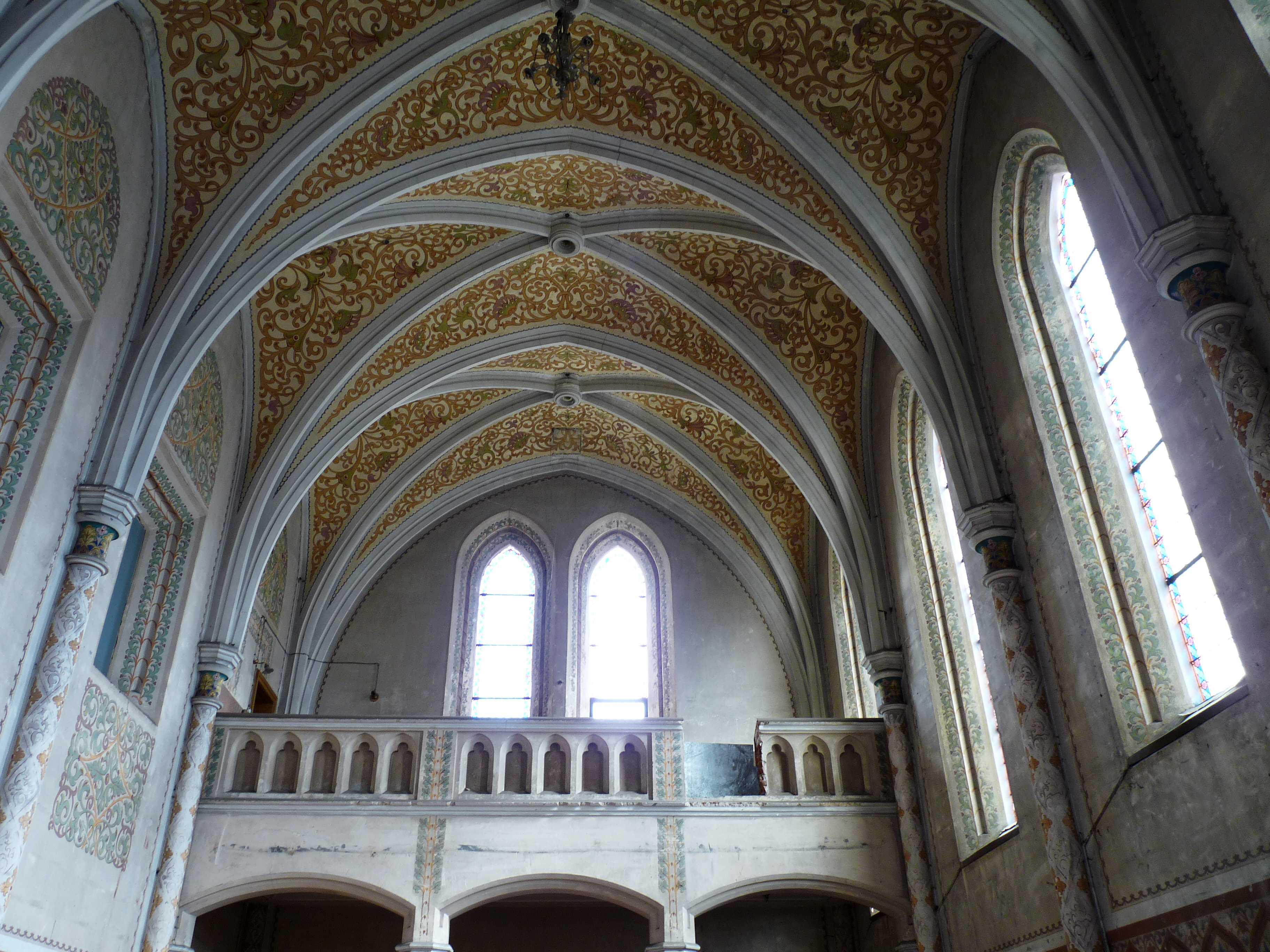
Kruchta
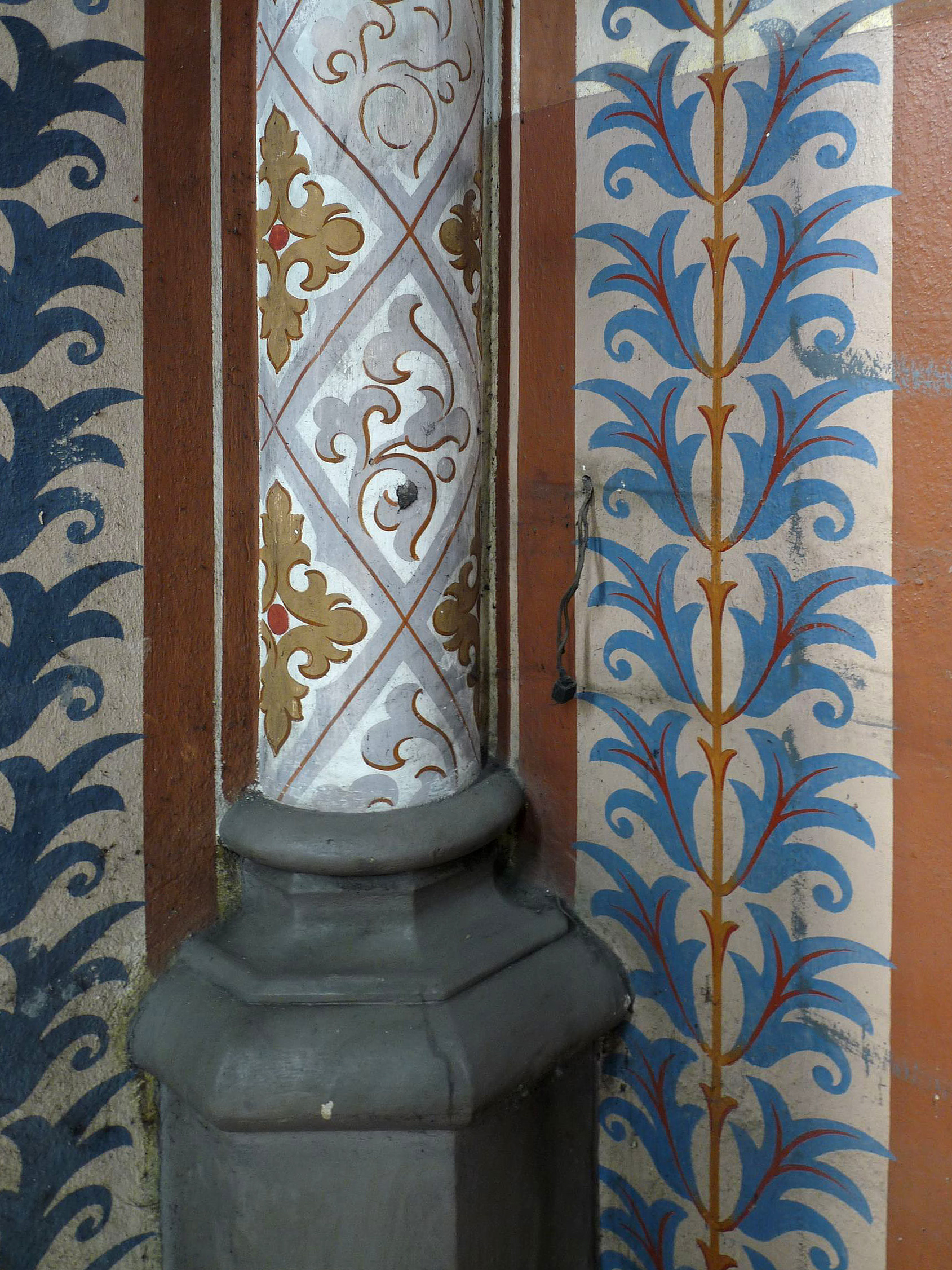
Výzdoba stěn
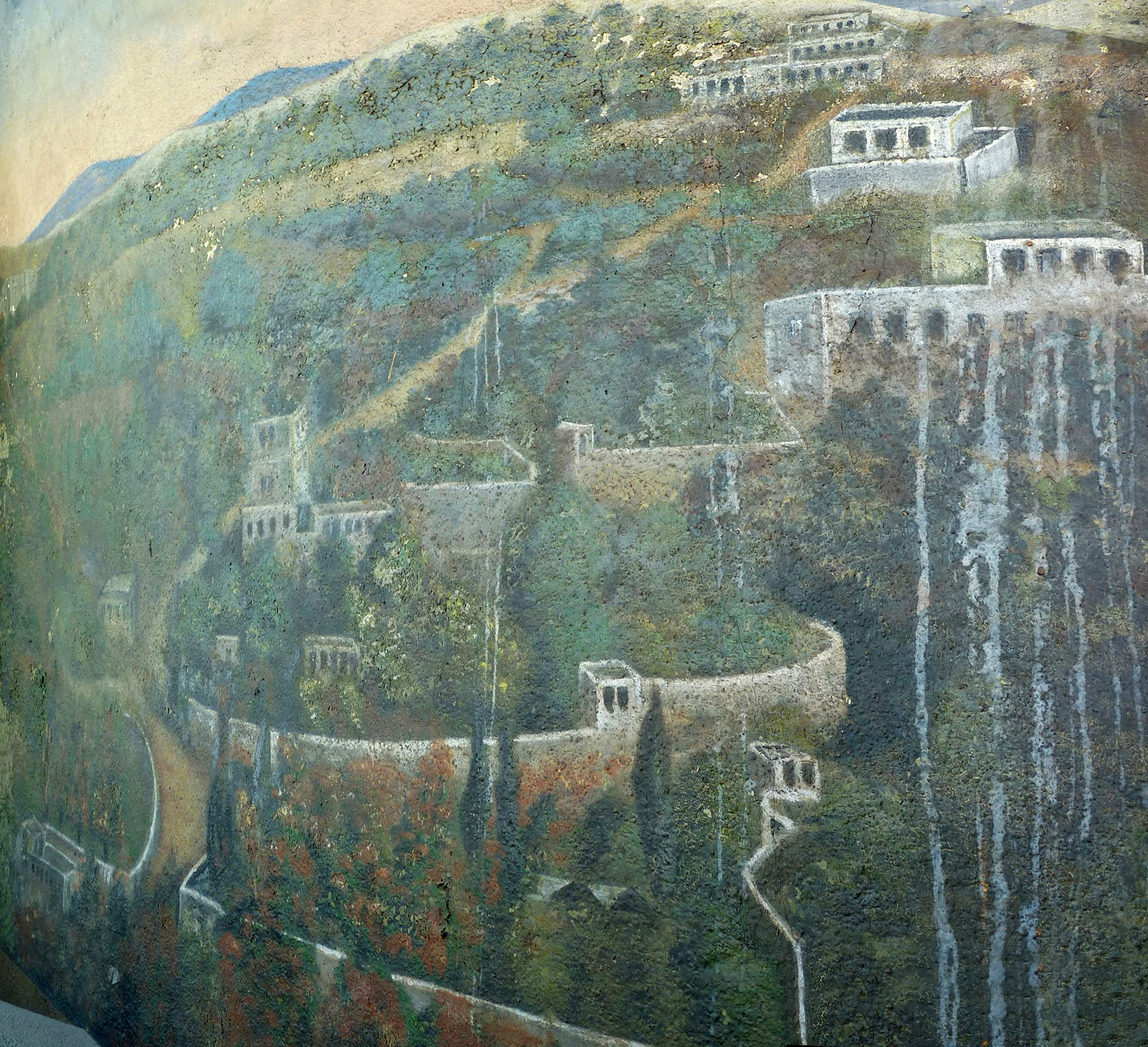
Zahrada Getsemanská a Olivová hora